# Антоний (Середонин)
Архимандрит Антоний (в миру Дмитрий Иванович Середонин; 1861, село Покров-Итомля, Ржевский уезд, Тверская губерния — 10 (22) сентября 1894, Ялта) — архимандрит Русской православной церкви, ректор Таврической духовной семинарии.

## Биография
Родился в 1861 году в селе Покров-Итомле Ржевского уезда Тверской губернии в семье священника.
В 1871—1877 годы обучался в Ржевском духовном училище, в 1877—1883 — в Тверской духовной семинарии, в 1883—1887 годы — в Московской духовной академии.
25 марта 1888 года назначен учителем русского и церковно-славянского языка в Виленское духовное училище.
19 мая 1889 года назначен преподавателем литургики, гомилетики и практического руководства для пастырей в Литовской духовной семинарии.
С 17 октября 1891 года — преподаватель всеобщей и русской церковной истории.
С 23 октября 1891 года — преподаватель всеобщей и русской гражданской истории в Виленском женском училище, также преподаватель русского языка в Виленской церковно-приходской учительской школе.
25 января 1892 года архиепископом Литовским и Виленским Донатом пострижен в монашество. В самый день пострижения посвящён в сан иеродиакона, а 29 января 1892 года — в сан иеромонаха. Переведён соборным иеромонахом Московского Донского монастыря.
15-16 июля 1892 года определением Св. Синода назначен инспектором Холмской духовной семинарии.
С 21 июня по 18 июля 1893 года исполнял обязанности ректора семинарии.
Состоял членом Леонтьевского попечительства о бедных воспитанниках Холмской духовной семинарии и членом совета Холмского православного Свято-Богородицкого братства.
7 октября 1893 года назначен ректором Ставропольской духовной семинарии с возведением в сан архимандрита. 17 октября 1893 году в Холме возведён в сан архимандрита епископом Люблинским Гедеоном.
С 21 ноября 1893 года — председатель епархиального училищного совета, цензор епархиальных ведомостей.
12 августа 1894 года перемещен ректором в Таврическую духовную семинарию. Не успел вступить в должность.
Скончался 10 сентября 1894 года в Ялте.

## Сочинения
- Житие преп. Сергия, игумена Радонежского, с указанием церковного и государственного значения Троице-Сергиевой лавры в судьбах нашего отечества. СПб., 1892.
- Речь пред гробом архиепископа Литовского Алексия («Русское Обозрение», 1896, кн. II, с. 327—329).